# Elecciones para gobernador de Minnesota de 2010
Las elecciones para gobernador de Minnesota de 2010 se hicieron el 2 de noviembre de 2010 para escoger al Gobernador de Minnesota en la que el Demócrata Mark Dayton ganó las elecciones. El gobernador titular Tim Pawlenty no se postuló para la gobernatura del estado.